# Ramón Ernesto Cruz Uclés
Ramón Ernesto Cruz Uclés, né le 4 janvier 1903 à San Juan de Flores et mort le 6 août 1985 à Tegucigalpa, est un homme d'État hondurien. Il est président de la République du 7 juin 1971 au 4 décembre 1972.

## Biographie
Ramón Ernesto Cruz Uclés est né à San Juan de Flores, ville du département de Francisco Morazán. Il est le fils aîné des six enfants de Carlos Alberto Cruz et d'Elisa Uclés Rosales.
En 1917, il entre à l'École normale de l'enseignement, où il obtient le diplôme de professeur d'école primaire. Il obtient par la suite au Guatemala le titre de Bachelier en sciences et lettres. Enfin, il est diplômé en sciences et droit de l'université nationale autonome du Honduras en 1928.
Il est ambassadeur au Salvador de 1946 à 1948.
De 1949 à 1964, il est membre de la Cour internationale de justice de La Haye.
Membre du Parti national du Honduras (PN), il est candidat à la présidence en 1963 avant que celle-ci ne soit annulée, le général Oswaldo López Arellano ayant pris le pouvoir. Cependant, il se représente à l'élection présidentielle du 28 mars 1971 qu'il remporte et entre en fonction le 7 juin suivant. Après dix-huit mois de mandat, il est écarté du pouvoir à la suite d'un coup d'État militaire de nouveau dirigé par López Arellano, qui reprend la direction du pays.
Ramón Ernesto Cruz Uclés meurt le 6 août 1985 à Tegucigalpa, à l'âge de 82 ans.